# احسان اشراقی
احسان اشراقی (۱۵ شهریور ۱۳۰۷ – ۲۴ دی ۱۳۹۸) تاریخ‌پژوه ایرانی، استاد دانشگاه تهران و عضو پیوستهٔ فرهنگستان علوم ایران بود.

## تحصیلات رسمی
-کارشناسی رشتهٔ تاریخ و جغرافیا از دانشگاه تهران در سال ۱۳۲۸
-کارشناسی ارشد رشتهٔ تاریخ و علوم اجتماعی از دانشگاه تهران در سال ۱۳۴۱
-دکترای رشتهٔ تاریخ از دانشگاه تهران در سال ۱۳۴۸

## زندگینامه و خدمات علمی و فرهنگی
همزمان با بزرگداشت احسان اشراقی در انجمن آثار و مفاخر فرهنگی در بهمن ماه ۱۳۹۵، زندگی‌نامه و خدمات علمی و فرهنگی این استاد دانشگاه منتشر شد. گردآوری مقالات این کتاب را امین اشراقی فرزند احسان اشراقی بر عهده داشت.
فهرست مطالب این کتاب به شرح زیر است:
-پیش‌گفتار/ مهدی محقق
-دانایی از قبیلهٔ دانش و فرهنگ/ نادره جلالی
-تاریخ بی‌نقاب / امین اشراقی
-نام مستوفی قزوینی چیست؟ / محمدرضا شفیعی کدکنی
-شرح احوال احسان اشراقی/ محمد دبیرسیاقی
-استادی نامدار، فضیلت‌مند و سخت‌کوش/ رضا شعبانی
-خلیج فارس در آثار نقشه‌نگاران دوران باستان/ محمدرضا سحاب
-عبدی بیگ نویدی/ احسان اشراقی
-قزوین و دکتر احسان اشراقی/ ناصر تکمیل همایون
-اشراق‌های مینوی/ محمدعلی حضرتی‌ها
-چشم‌اندازی به زندگی و دیدگاه تاریخ بیهقی/ احسان اشراقی
-تاریخ‌نگاری احسان اشراقی؛ روش و بینش/ منصور صفت‌گل
-درخشش زندگی یک استاد واقعی/ روزبه زرین‌کوب
-احسان اشراقی نگاهبان تاریخ/ رسول جعفریان
-احسان اشراقی «استادی دلسوز و مهربان» / محمدباقر وثوقی
-احسان اشراقی «گنجینهٔ گرانسنگ فرهنگی» / حسن زندیه
-توصیف بازار و اصناف قزوین/ احسان اشراقی
-اشاره‌ای بر جایگاه تاریخ هنر و معماری در آثار استاد/ داریوش رحمانیان
-گفتاری برای استادی از جنس نور/ خدیجه عالمی
-به مناسبت بزرگداشت احسان اشراقی/ محمدتقی رهنمایی
-خدمات علمی و فرهنگی استادی مبرز و فرهیخته/ حمید تنکابنی
-دلنوشته‌ای در وصف استاد/ نزهت احمدی
گنج حضور/ محمدمنصور فلامکی
-در محضر استاد/ صفورا برومند
-به پاس عمری تلاش/ مریم ابراهیمی
-اصلاح انسان به جای تغییر جهان/ فیاض زاهد
-بیگلر بیگیان دارالخلافهٔ تهران/ جمشید کیانفر
اسناد و عکس‌ها، فهرست زندگینامه‌ها و تاریخ بزرگداشت‌ها
این کتاب در ۲۷۲ صفحه از سوی انجمن آثار و مفاخر فرهنگی منتشر شده است.

## سِمَت‌ها
- معاون آموزشی دانشکدهٔ ادبیات و علوم انسانی دانشگاه تهران به مدت دو سال
- مدیر گروه آموزشی تاریخ دانشکده ادبیات و علوم انسانی دانشگاه تهران به مدت ۲۰ سال
- عضو پیوستهٔ فرهنگستان علوم ایران و ریاست شاخهٔ تاریخ در فرهنگستان
- عضویت در کمیتهٔ برنامه‌ریزی تاریخ وزارت فرهنگ و آموزش عالی از سال ۱۳۵۷ به بعد
- مدیر و عضو هیئت تحریریهٔ مجلهٔ دانشکدهٔ ادبیات و علوم انسانی دانشگاه تهران
- عضو شورای علمی مجلهٔ تحقیقات تاریخی پژوهشکدهٔ تاریخ پژوهشگاه علوم انسانی
- عضو شورای علمی انتشارات پژوهشگاه علوم انسانی
-عضو شورای پژوهشی و حوزهٔ معاونت پژوهشی دانشگاه تهران
-عضو مؤسسهٔ ایران‌شناسان اروپایی
- عضو میزگرد مطالعات صفویه‌شناسی
- بیش از ۶۰ سال سابقهٔ تدریس تاریخ

## کتاب‌ها
- تصحیح متن نقاوةالاثار فی ذکرالاخیار در تاریخ صفویه، تألیف افوشته‌ای نطنزی، چاپ بنگاه ترجمه و نشر کتاب ۱۳۵۰ و تجدید چاپ در ۱۳۷۳
- تصحیح متن خلاصةالتواریخ قاضی احمد قمی، جلد اول، ۱۳۵۹، چاپ دانشگاه تهران و جلد دوم سال ۱۳۶۳، جزو کتاب‌های برگزیدهٔ جشن هفتادسالگی و هشتادسالگی تأسیس دانشگاه تهران (۸۰ گنج انتشارات دانشگاه تهران)، که در سال ۱۳۹۴ تجدید چاپ شده است
- ترجمهٔ سفرنامهٔ کنت دو سرسی، سفیر فوق‌العادهٔ فرانسه در ایران در زمان محمدشاه قاجار، چاپ نشر دانشگاهی، سال ۱۳۶۲ که در سال ۱۳۹۰ توسط انتشارات سخن تحت عنوان ایران در سال‌های ۱۸۳۹–۱۸۴۰، میلادی تجدید چاپ شده است
-@ تصحیح متن تاریخ سلطانی، تألیف سید حسن استرآبادی (از شیخ صفی تا شاه صفی) ع۶انتشارات علمی، سال ۱۳۶۶
- ترجمهٔ کتاب نقش ترکان آناتولی در تشکیل و توسعهٔ دولت صفوی، تألیف فاروق سومر، با همکاری محمدتقی امامی، نشر گستره، سال ۱۳۷۱
- کتاب بیهقی تصویرگر زمان (گزیدهٔ تاریخ بیهقی)، انتشارات سخن، سال ۱۳۸۱
- ترجمه و ویرایش کتاب Art et Societe Dans Le Monde Iranian (هنر و جامعه در جهان ایرانی)، ترجمه از متن فرانسوی با همکاری شهریار عدل، از انتشارات توس، سال ۱۳۷۷
- کتاب جنات عدن: تصحیح مجموعه اشعار عبدی بیگ نویدی شیرازی شاعر دوران صفویه، انتشارات سخن، سال ۱۳۹۵
- تصحیح کتاب افضل‌التواریخ اثر فضلی خوزانی اصفهانی در تاریخ صفویه، انتشارات میراث مکتوب، سال ۱۳۹۸
-و تألیف بیش از ۶۰ مقالهٔ تاریخی

## نکوداشت‌ها
- برپایی اشراقی‌نامه
- نکوداشت در انجمن ایرانی تاریخ به سال ۱۳۸۷
- نکوداشت در بنیاد موقوفات محمود افشار یزدی (شب‌های بخارا) با همکاری مجله بخارا، در سال ۱۳۹۴
- نکوداشت در پژوهشکدهٔ تاریخ اسلام در سال ۱۳۹۵
-نکوداشت در سال ۱۳۹۵ از سوی انجمن آثار و مفاخر فرهنگی
- نکوداشت در دانشگاه بین‌المللی امام خمینی در فروردین ماه ۱۳۹۸ در قزوین

## سخنرانی‌ها
- کنگرهٔ ایران‌شناسی، پاریس، ۱۹۷۵ و ایراد سخنرانی در زمینه تاریخ صفویان
-کنگرهٔ باستان، شناسی و تاریخ، آلمان، مونیخ، ۱۹۷۶
-ایراد سخنرانی در زمینهٔ تاریخ صفویان در اولین میزگرد مطالعات صفوی‌شناسی، پاریس، ۱۹۸۹
-دومین کنفرانس ایران‌شناسان اروپا، آلمان، بامبرگ، سپتامبر ۱۹۹۳ و ایراد سخنرانی
-دومین میزگرد مطالعات صفوی، کمبریج، ۱۹۹۴ و ایراد سخنرانی دربارهٔ تاریخ و فضایل تاریخی و تمدنی شهر قزوین
-سومین کنفرانس ایران‌شناسان اروپا، کمبریج، سپتامبر ۱۹۹۵
-شرکت در سمینارهای دورهٔ تیموری، تاشکند و مشهد، فروردین و مهرماه ۱۳۷۳ و ایراد سخنرانی
-مأموریت برای ایراد سخنرانی در تفلیس دربارهٔ گرجستان در متن تاریخ قفقاز ۱۳۷۵ و ایراد سخنرانی
-شرکت در کنگرهٔ تحقیقات ایرانی از سال ۱۳۴۹ به بعد و سخنرانی‌های متعدد تاریخی در دانشگاه‌ها و مجامع داخل کشور
-دعوت دانشگاه ادینبورو برای سخنرانی در سومین میزگرد صفوی، مرداد ۱۳۷۷
-دعوت دانشگاه توکیو برای سخنرانی دربارهٔ متون تاریخی ایران، نیم سال اول ۱۳۷۷–۱۳۷۸
-سخنرانی در آکادمی علوم شهر نووسیبیرسک کشور روسیه دربارهٔ ارتباط آثار مکشوفهٔ تاریخی و باستان‌شناسی آسیای مرکزی با ایران
-و…